# Alan Finney
Alan Finney (Langwith, Inglaterra; 31 de octubre de 1933 – 30 de julio de 2025) fue un futbolista de Inglaterra que jugó en la posición de extremo.

## Carrera

### Club
| Periodo   | Club                   | Apariciones | Goles |
| --------- | ---------------------- | ----------- | ----- |
| 1951–1966 | Sheffield Wednesday FC | 455         | 83    |
| 1966–1967 | Doncaster Rovers FC    | 30          | 3     |
| 1967–1968 | Alfreton Town FC       | 37          | 3     |

### Selección nacional
A nivel de selecciones menores jugó para la selección sub-23 en tres ocasiones de 1954 a 1957. También jugó para Inglaterra en una ocasión en 1956.

## Logros
- Football League Second Division (3): 1951–52, 1955–56, 1958–59